# Armée du Potomac
L'armée du Potomac constitue la principale armée de l'Union sur le théâtre oriental de la guerre de Sécession.

## Historique

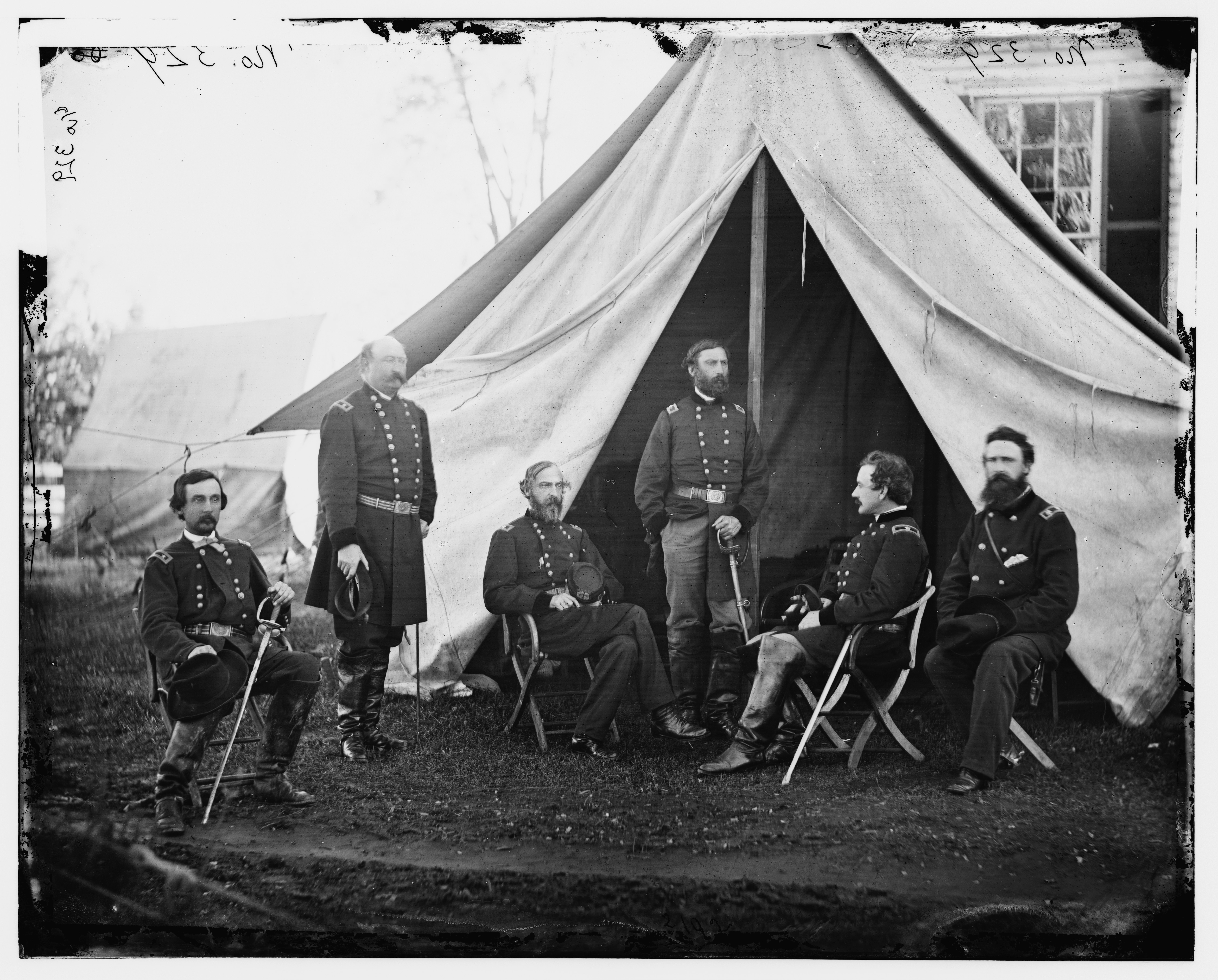
État-major de l'armée du Potomac à Culpeper, Virginie, en 1863. Depuis la gauche: Gouverneur K. Warren, William H. French, George G. Meade, Henry Jackson Hunt, Andrew A. Humphreys, George Sykes.

À la veille de la guerre de Sécession, rares étaient les officiers de l'armée des États-Unis ayant plus d'une brigade rassemblée en un seul lieu. L'armée régulière était d'une taille dérisoire (16 400 hommes) et ses troupes, la plupart du temps dispersées en petits détachements dans des forts et dans des postes sur la frontière. Cependant, dès le déclenchement de la guerre en 1861, des armées d'une taille inconnue auparavant en Amérique du Nord, se présentèrent sur les champs de bataille. La plus grande, l'armée du Potomac, était la création du général George McClellan, surnommé « le jeune Napoléon ». En dépit de son talent pour l'organisation et de sa formation militaire, McClellan n'apporta aucune preuve de sa ressemblance avec Bonaparte contre le commandant confédéré Robert Lee. Cependant l'armée qu'il bâtit était destinée à porter la cause de l'Union vers la victoire.
L'organisation de l'infanterie de McClellan suivait le modèle établi par Napoléon pour la Grande Armée. L'unité tactique de base étant le corps, composé de trois ou de quatre divisions chacune divisée en trois ou quatre brigades, plus une brigade d'artillerie, pour un total de 10 000 à 15 000 hommes. La complexité de cette organisation nécessita la création d'écussons ou d'insignes qui permettaient l'identification rapide des unités et la localisation des commandants sur le champ de bataille. Les insignes du corps, habituellement autorisés à leurs commandants, apparurent en 1862 et bientôt, furent placés sur les étendards. Pour finir, le règlement général no 53 de l'armée du Potomac (mai 1863) introduisait un système standard pour celle-ci, à chaque corps fut donc attribué un insigne distinctif. L'étendard du corps était bleu, une queue fourchue et montrant l'insigne et le numéro du corps. Les étendards des divisions et des brigades étaient respectivement rectangulaires et triangulaires, avec un arrangement distinctif de couleur pour chacun. Il y avait également des étendards pour la brigade du corps d'artillerie et le quartier général.
D'autres armées de l'Union et départements militaires adoptèrent un système semblable concernant les étendards, mais aucune réglementation générale de l'armée régissant leur dessin ne fut publiée lors de la guerre de Sécession. Cependant, les insignes d'uniformes et les étendards de l'armée des États-Unis d'aujourd'hui ont leurs origines dans les insignes et drapeaux de cette époque.
L'armée est dissoute à la fin de la guerre de Sécession.

## Composition

### Composition en 1862
- Ier corps (Armée de l'Union)
- IIe corps (Armée de l'Union)
- IIIe corps (Armée de l'Union)
- IVe corps (Armée de l'Union) - détaché en 1862 dissous en 1863
- Ve corps (Armée de l'Union)
- VIe corps (Armée de l'Union) - la 1re Division du IVe corps est rattachée au VIe corps
- IXe corps (Armée de l'Union) - formé et attaché en Juillet 1862, détaché en Août 1862 puis rattaché en Septembre 1862
- XIe corps (Armée de l'Union) - rattaché en 1862
- XIIe corps (Armée de l'Union)

### Composition en 1863
- Ier corps (Armée de l'Union)
- IIe corps (Armée de l'Union)
- IIIe corps (Armée de l'Union)
- Ve corps (Armée de l'Union)
- VIe corps (Armée de l'Union)
- IXe corps (Armée de l'Union) - détaché en Février 1863
- XIe corps (Armée de l'Union) - détaché en Septembre 1863
- XIIe corps (Armée de l'Union) - détaché en Septembre 1863
- Corps de Cavalerie (Armée de l'Union)

### Composition en 1864
- Ier corps (Armée de l'Union) - fusionne avec le Ve corps en Mars 1864  pour devenir le Ve corps
- IIe corps (Armée de l'Union)
- IIIe corps (Armée de l'Union) - fusionne avec  le VIe corps en Mars 1864 pour devenir le VIe corps
- Ve corps (Armée de l'Union)
- VIe corps (Armée de l'Union)
- IXe corps (Armée de l'Union) - rattaché en Mai 1864
- Corps de Cavalerie (Armée de l'Union)

### Composition en 1865
- IIe corps (Armée de l'Union)
- Ve corps (Armée de l'Union)
- VIe corps (Armée de l'Union)
- IXe corps (Armée de l'Union) - détaché en Avril 1865
- Corps de Cavalerie (Armée de l'Union)

### Régiment célèbre
- 21e régiment volontaire d'infanterie du Massachusetts

## Les commandants
- Brigadier-Général Irvin McDowell : commandant de l'armée et Département du Nord -Est de Virginie (27 mai - 25 juillet 1861).
- Major-Général George McClellan : Commandant de la Division militaire du Potomac, et plus tard, l'armée et le ministère du Potomac (26 juillet 1861 - 9 novembre 1862).
- Major-Général Ambrose Burnside : commandant de l'armée du Potomac (9 novembre 1862 - Janvier 26 1863).
- Major-Général Joseph Hooker : commandant de l'armée et du ministère de la Potomac (26 janvier - 28 juin 1863).
- Major-Général George Meade : commandant de l'armée du Potomac (28 juin 1863 - 28 juin 1865).
- Major-Général John G. Parke : a eu le commandement temporaire pendant les absences de Meade à quatre reprises au cours de cette période.
- Lieutenant-Général Ulysses S. Grant : général en chef de toutes les armées de l'Union, il a situé son quartier général dans l'armée du Potomac et a fourni les directions opérationnelles à Meade de mai 1864 à avril 1865, mais Meade a conservé le commandement formel.